# Will Steffen
Pour les articles homonymes, voir Steffen.
William Lee Steffen, dit Will Steffen, né le 25 juin 1947 à Norfolk (Nebraska) et mort le 29 janvier 2023 à Canberra (Territoire de la capitale australienne),,, est un chimiste américain naturalisé australien.
Il est directeur exécutif de l'Institut sur le changement climatique de l'université nationale australienne (ANU) et membre de la Commission australienne sur le climat jusqu'à sa dissolution en septembre 2013. De 1998 à 2004, il est directeur exécutif du Programme international géosphère-biosphère, un organe de coordination des organisations nationales de changement environnemental basé à Stockholm. Il est par ailleurs l'un des conseillers fondateurs du Climate Council avec qui il co-écrit fréquemment des rapports et prend la parole dans les médias sur des questions liées au changement climatique et aux énergies renouvelables.

## Biographie
Will Steffen obtient un BSc en chimie industrielle de l'université du Missouri à Columbia en 1970. L'université de Floride lui décerne un MSc en 1972 et un Ph.D. en 1975. Il est largement publié sur la climatologie. Ses intérêts de recherche portent sur le changement climatique et les questions scientifiques du système terrestre, avec un accent sur la durabilité. Il a écrit sur l'adaptation de l'utilisation des terres au changement climatique, sur l'intégration des processus humains dans la modélisation et l'analyse du système terrestre, ainsi que sur l'histoire et les perspectives d'avenir de la relation entre le monde naturel et les humains. Il est également un éminent défenseur, avec Paul Josef Crutzen, du concept d'anthropocène. Il anime des débats internationaux sur ce sujet, par exemple en lançant avec Johan Rockström un débat international sur les limites planétaires et « l'espace d'exploitation sûr » pour l'humanité.
Il est conseiller scientifique auprès du Département australien du changement climatique et de l'efficacité énergétique, membre du conseil consultatif du Bureau australien de météorologie et a travaillé avec le Conseil des sciences, de l'ingénierie et de l'innovation du Premier ministre. Il a également fait partie d'un groupe consultatif au Colorado avec le National Center for Atmospheric Research.
Will Steffen est membre du Comité consultatif scientifique du Centre climatique de l'APEC en Corée. Il est professeur émérite au Département de géographie et de géologie de l'université de Copenhague et chercheur invité au Stockholm Resilience Center. Il est président du Comité consultatif scientifique sur l'Antarctique du gouvernement fédéral et conseille le gouvernement australien dans d'autres rôles en tant que conseiller scientifique du Département du changement climatique et de l'efficacité énergétique et en tant que conseiller expert du Comité multipartite sur le changement climatique. Il a également siégé à la Commission australienne sur le climat.
En 2011, il est l'auteur principal d'un rapport gouvernemental sur le climat, The Critical Decade, qui préconisait qu'une taxe soit imposée sur le carbone,,.
La commission australienne sur le climat est limogée en 2013. Will Steffen a déclaré, au regard de la situation : « Je pense que nous avons été la première action définitive du gouvernement Abbott. Ils se sont débarrassés de nous et vous pourriez probablement le mesurer en heures plutôt qu'en jours». Will Steffen, ainsi que d'autres commissaires limogés tels que le Prof. Tim Flannery et le Pr. Lesley Ann Hughes ou encore Amanda McKenzie ont lancé une nouvelle organisation indépendante - le Climate Council - dans le plus grand crowdfunder d'Australie, levant plus d'un million de dollars en une semaine. Il reste conseiller pour le climat au Conseil du climat.
En 2018, il a été l'un des auteurs du rapport spécial sur le réchauffement climatique de 1,5 °C publié par le GIEC.
 